# 野田インターチェンジ (岩手県)
野田インターチェンジ（のだインターチェンジ）は、岩手県九戸郡野田村野田にある三陸沿岸道路（野田久慈道路）のインターチェンジ (IC) である。

## 歴史
- 2021年（令和3年）
  - 11月19日 : IC名称が「野田IC」で正式決定[1]。
  - 12月18日 : 普代村第16地割 - 久慈IC間 開通に伴い、供用開始[1]。

## 道路

### 本線
- E45 三陸沿岸道路（野田久慈道路・62番）

### 接続する道路
- 直接接続
  - 岩手県道29号野田山形線

## 料金所
無料区間のため、設置されない。

## 周辺
- 野田村役場
- 三陸鉄道陸中野田駅/道の駅のだ
- 野田玉川鉱山 - マリンローズパーク野田玉川

## 隣
E45 三陸沿岸道路（野田久慈道路）
(61) 普代北IC - (62) 野田IC - (63) 久慈宇部IC